# Webszolgáltatás-specifikációk listája
Számos specifikáció létezik a webszolgáltatásokkal kapcsolatban. Ezek  specifikációk különböző érettségi fokon vannak és számos sztenderd szervezet tart karban vagy támogat. Ezeket a különböző specifikációkat az alap webszolgáltatás keretrendszerek alapították ki az első generációs sztenderdek által. Ezek a következők voltak: WSDL, SOAP, és UDDI. A specifikációk lehetnek teljesek, átfedhetik egymást és versenyezhetnek is egymással. A webszolgáltatás specifikációkat néha együttesen "WS-*"-ként említik, habár nem létezik egy egyszerűen menedzselt specifikáció halmaz, amely következetesen hivatkozható vagy felismerhető lenne, vagy egy szervezet birtokában lenne mindegyik.
A "WS" egy prefix, amely a webszolgáltatásokkal kapcsolatos specifikációk jelzésére használnak. Számos WS* sztenderd létezik pl. WS-Addressing, WS-Discovery, WS-Federation, WS-Policy, WS-Security és WS-Trust. Ez a lista tartalmaz számos specifikációt is, melyeket szintén úgy lehet tekinteni, mintha a "WS-*" része lennének.

## Webszolgáltatás sztenderd listák
Ezek az oldalak dokumentációkat és hivatkozásokat tartalmaznak különböző webszolgáltatás sztenderdekről:  
- IBM developerWork: Standard and Web Service
- innoQ's WS-Standard Overview (DiagramPDF)
- MSDN .NET Developer Centre: Web Service Specification Index Page
- OASIS Standards and Other Approved Work
- Open Grid Forum Final Document Archiválva 2013. október 22-i dátummal a Wayback Machine-ben
- XML CoverPage
- W3C's Web Services Activity

## XML specifikáció
- XML
- XML Namespaces
- XML Schema
- XPath
- XQuery
- XML Information Set
- XInclude
- XML Pointer

## Üzenetküldési specifikációk
- SOAP protokoll (korábban Simple Object Access Protocol)
- SOAP-over-UDP[3]
- SOAP Message Transmission Optimization Mechanism
- WS-Notification
  - WS-BaseNotification
  - WS-Topics
  - WS-BrokeredNotification
- WS-Addressing
- WS-Transfer
- WS-Eventing
- WS-Enumeration
- WS-MakeConnection

## Metadata Exchange specifikációk
- JSON-WSP
- WS-Policy
- WS-PolicyAssertions
- WS-PolicyAttachment
- WS-Discovery
  - WS-Inspection
- WS-MetadataExchange
- Universal Description Discovery and Integration (UDDI)
- WSDL 2.0 Core
- WSDL 2.0 SOAP Binding
  - Web Services Semantics (WSDL-S)
- WS-Resource Framework (WSRF)

## Biztonsági specifikációk
- WS-Security
- XML-aláírás
- XML-kódolás
- XML Key Management (XKMS)
- WS-SecureConversation
- WS-SecurityPolicy
- WS-Trust
- WS-Federation
- WS-Federation Active Requestor Profile
- WS-Federation Passive Requestor Profile
- Web Services Security Kerberos Binding
- Web Single Sign-On Interoperability Profile
- Web Single Sign-On Metadata Exchange Protocol
- Security Assertion Markup Language (SAML)
- XACML

## Adatvádelem
- P3P

## Megbízható üzenetküldés specifikációk
- WS-ReliableMessaging
- WS-Reliability
- WS-RM Policy Assertion

## Erőforrás specifikációk
- Web Services Resource Framework
  - WS-Resource
  - WS-BaseFault
  - WS-ServiceGroup
  - WS-ResourceProperties
  - WS-ResourceLifetime
- WS-Transfer
- WS-Fragment
- Resource Representation SOAP Header Block

## Web Services Interoperability (WS-I) specifikációk
Ezek a specifikációk további információt nyújtanak az egyes szállítók megvalósításai közötti kölcsönös átjárhatóság javítására.
- WS-I Basic Profile
- WS-I Basic Security Profile
- Simple Soap Binding Profile

## Üzleti folyamat specifikációk
- WS-BPEL
- WS-CDL
- Web Service Choreography Interface (WSCI)
- WS-Choreography
- XML Process Definition Language
- Web Services Conversation Language (WSCL)

## Tranzakciós specifikációk
- WS-Business Activity
- WS-Atomic Transaction
- WS-Coordination
- WS-CAF
- WS-Transaction
- WS-Context
- WS-CF
- WS-TXM

## Menedzsment specifikációk
- WS-Management
- WS-Management Catalog
- WS-ResourceTransfer
- WSDM

## Presentation Orientált specifikáció
- WSRP

## Előzetes Specifikáció
- WS-Provisioning Leírja azokat az API-kat és Sémákat, melyek szükségesek ahhoz, hogy megkönnyítsék a kölcsönös átjárhatóságot a provisioning rendszerek között következetes módon Webszolgáltatások használatával.

## Egyéb
- Devices Profile for Web Services (DPWS)
- ebXML

## Sztenderdizáció
- ISO/IEC 19784-2:2007 Information technology -- Biometric application programming interface -- Part 2: Biometric archive function provider interface
- ISO 19133:2005 Geographic information -- Location-based services -- Tracking and navigation
- ISO/IEC 20000-1:2005 Information technology -- Service management -- Part 1: Specification
- ISO/IEC 20000-2:2005 Information technology -- Service management -- Part 2: Code of practice
- ISO/IEC 24824-2:2006 Information technology -- Generic applications of ASN.1: Fast Web Services
- ISO/IEC 25437:2006 Information technology -- Telecommunications and information exchange between systems -- WS-Session -- Web Services for Application Session Services

## Fordítás
Ez a szócikk részben vagy egészben  a   List of web service specifications című angol Wikipédia-szócikk ezen változatának fordításán alapul.  Az eredeti cikk szerkesztőit annak laptörténete sorolja fel. Ez a jelzés csupán a megfogalmazás eredetét és a szerzői jogokat jelzi, nem szolgál a cikkben szereplő információk forrásmegjelöléseként.